# Szászsebesszék

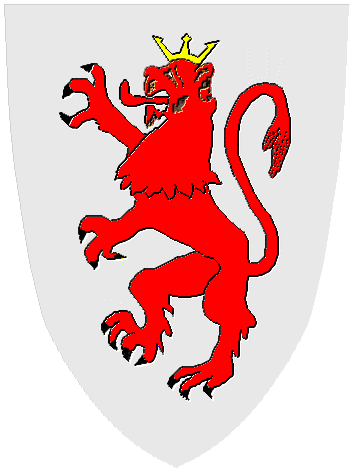
Szászsebesszék egykori címere

Szászsebesszék (németül: Mühlbacher Stuhl, latinul: Sedes Sebesiensis, románul: Scaunul Sebeșului) különleges közigazgatási egység volt a Magyar Királyságban, Erdélyben, a Királyföldön 1303 és 1876 között: az erdélyi szász székek egyike. Területe 323 km², központja Szászsebes volt.

## Története
Szebenszék után időrendben másodikként említették. Élén a királybíró állt, akit kezdetben a király nevezett ki, 1469-től maga a szék választhatta. Aláárendeltje volt a székbíró (judex sedis vagy pretor). A székgyűlésben tizenkét, évente választott esküdt, valamint a céhek, a városi polgárság és a szabad parasztság képviselői foglaltak helyet. Hivatalnokainak száma Erdélynek a Habsburg Birodalomba való csatolása után felduzzadt.
1784–1790 és 1849–1860 között a nagyszebeni kerülethez tartozott.
1869-ben 19 237 lakosa volt, akik közül Keleti Károly becslése szerint 15 248 (79,3%) román, 3891 (20,2%) német és 96 (0,5%) magyar anyanyelvű. Péterfalva kivételével valamennyi települése román többségű volt. A népesebb felekezeti csoportok: 14 795 fő (76,9%) ortodox, 3667 (19,1%) evangélikus és 514 (2,7%) római katolikus.
Az 1876-os megyerendezés során az újonnan létrejött Szeben vármegyéhez csatolták.

## Települései
(Zárójelben a német név szerepel.)
- Alsópián avagy Szászpián (Deutsch-Pien)
- Felsőpián (Rumänisch-Pien)
- Dál (Dallen)
- Kelnek (Kelling)
- Lámkerék (Langendorf)
- Lomány (Lammdorf vagy Lamendorf)
- Péterfalva (Petersdorf)
- Rehó (Reichau)  1805-től
- Rekitta (Rekitzdorf)
  - Sebespurkerec
- Szászsebes (Mühlbach'  vagy Müllenbach)
- Szebenrécse avagy Récse (Rätsch)
- Sztrugár (Strägendorf)